# Jules Mouron
Jules Mouron, né le 6 mai 1906 à Roussillon-en-Morvan (Saône-et-Loire), mort le 17 août 1967 à Signy-le-Petit (Ardennes) est un homme politique français.

## Parcours
Jules Mouron est né le 6 mai 1906 à Roussillon-en-Morvan, en Saône-et-Loire. Père de trois garçons et d'une fille, il est ouvrier d'usine, cultivateur à Signy-le-Petit, puis cafetier-restaurateur. Résistant pendant la Seconde Guerre mondiale, il est militant communiste et du Mouvement de la paix.
A la Libération, il est élu maire de sa commune, Signy-le-Petit, et conseiller général du canton, mandats qu'il conserve jusqu'à sa mort. Il se présente aussi aux élections législatives du 21 octobre 1945, pour désigner l'Assemblée nationale Constituante. Il est en seconde position, derrière Pierre Lareppe, sur la liste communiste. Celle-ci obtient 37 863 des 119 205 suffrages exprimés, passant devant la liste SFIO (36 163 voix, ce qui lui permet d'obtenir deux élus par la règle du mandat à la plus forte moyenne. Jules Mouron, ainsi élu, est nommé membre de la Commission de l'agriculture et du ravitaillement. Il approuve,  en avril 1946, le premier projet de Constitution de la IVe République. Mais ce texte est rejeté par le référendum du 5 mai 1946, ce qui rend nécessaire la convocation d'une deuxième Assemblée nationale Constituante.
Le 2 juin 1946, pour les élections à la seconde Assemblée nationale constituante, la liste communiste bénéficie de 37 500 voix sur 123 255 suffrages exprimés). Le maire de Signy-le-Petit est réélu. Il participe, en plus de la commission de l'agriculture et du ravitaillement, à la Commission des affaires économiques, des douanes et des conventions commerciales. Il approuve à nouveau le deuxième projet de constitution soumis aux représentants des Français le 28 septembre 1946, et ratifié par référendum le 13 octobre. En revanche, aux élections législatives du 10 novembre de la même année  (élections pour la première législature de la IVe République), la liste communiste comptabilise 39 441 voix sur 118 841 suffrages exprimés. Bien qu'elle soit en progression, elle n'obtient qu'un des quatre sièges à pourvoir en raison du poids relatif du MRP. Jules Mouron n'est pas élu, étant en plus, cette fois, en troisième position. 
Son fils, Jean-Claude Mouron, après une longue carrière à la Poste, a présenté une liste en 2009 aux élections municipales de Signy-le-Petit, l'a emporté et a été élu maire.

### Articles de journaux
- Pascal Remy, « Continuité politique et familiale / La saga des Mouron », L'Union,‎ 31 août 2009 (lire en ligne).

### Sources
- Ressource relative à la vie publique :   - Base Sycomore
- « Mouron Jules, Jean », sur le site de l'Université Paris-1 Panthéon-Sorbonne  : maitron.fr.